# Al Jeel Club
Al Jeel (arabsky: الجيل) je fotbalový klub z Al Hasy, který byl založen roku 1976. V současné době hraje druhou nejvyšší saúdskoarabskou ligu Saudi First Division. Domácí zápasy hraje na Prince Abdullah bin Jalawi Stadium s kapacitou 20 000 míst.